# Du Yue

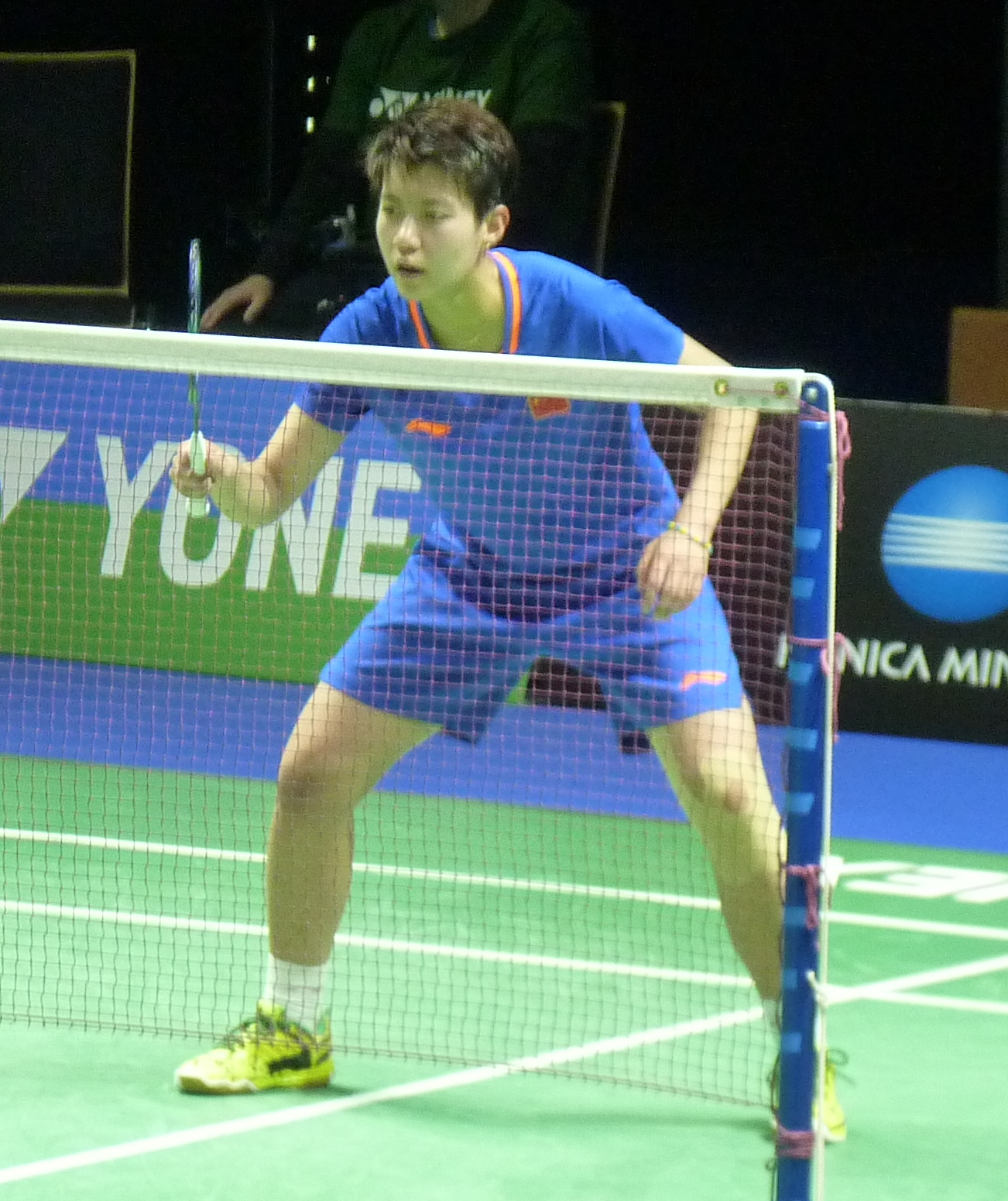
Du Yue (2019)

Du Yue (chinesisch 杜玥, Pinyin Dù Yuè, * 15. Februar 1998 in Yichang) ist eine chinesische Badmintonspielerin.

## Karriere
Du Yue siegte 2017 bei den Thailand Open, den Bitburger Open und dem Lingshui China Masters. 2018 war sie erneut beim Lingshui China Masters erfolgreich, ebenso wie bei den Korea Open. 2019 gewann sie die Macau Open und die German Open. 2021 qualifizierte sie sich für die Olympischen Sommerspiele des gleichen Jahres.

## Sportliche Erfolge
| Saison | Veranstaltung                       | Disziplin | Platz | Name                 |
| ------ | ----------------------------------- | --------- | ----- | -------------------- |
| 2012   | Juniorenasienmeisterschaft U17 2012 | WD        | 1     | He Bingjiao / Du Yue |
| 2014   | Juniorenweltmeisterschaft 2014      | WD        | 3     | Du Yue / Li Yinhui   |
| 2015   | Juniorenasienmeisterschaft 2015     | XD        | 3     | He Jiting / Du Yue   |
| 2015   | Juniorenasienmeisterschaft 2015     | WD        | 1     | Du Yue / Li Yinhui   |
| 2015   | Juniorenweltmeisterschaft 2015      | XD        | 2     | He Jiting / Du Yue   |
| 2015   | Juniorenweltmeisterschaft 2015      | WD        | 2     | Du Yue / Li Yinhui   |
| 2016   | Chinesische Meisterschaft 2016      | WD        | 1     | Du Yue / Li Yinhui   |
| 2016   | Juniorenweltmeisterschaft 2016      | WD        | 2     | Du Yue / Xu Ya       |
| 2016   | Juniorenweltmeisterschaft 2016      | XD        | 1     | He Jiting / Du Yue   |
| 2016   | Malaysia Masters 2016               | WD        | 3     | Du Yue / Li Yinhui   |
| 2016   | Juniorenasienmeisterschaft 2016     | WD        | 1     | Du Yue / Xu Ya       |
| 2016   | Juniorenasienmeisterschaft 2016     | XD        | 1     | He Jiting / Du Yue   |
| 2017   | Thailand Open 2017                  | XD        | 1     | He Jiting / Du Yue   |
| 2017   | Bitburger Open 2017                 | XD        | 1     | He Jiting / Du Yue   |
| 2017   | Lingshui China Masters 2017         | WD        | 1     | Du Yue / Xu Ya       |
| 2017   | China Open 2017                     | WD        | 3     | Du Yue / Li Yinhui   |
| 2018   | German Open 2018                    | XD        | 3     | He Jiting / Du Yue   |
| 2018   | Lingshui China Masters 2018         | WD        | 1     | Du Yue / Li Yinhui   |
| 2018   | All England 2018                    | WD        | 9     | Du Yue / Li Yinhui   |
| 2018   | Juniorenweltmeisterschaft 2018      | XD        | 9     | He Jiting / Du Yue   |
| 2018   | Juniorenweltmeisterschaft 2018      | WD        | 9     | Du Yue / Li Yinhui   |
| 2018   | Korea Open 2018                     | XD        | 1     | He Jiting / Du Yue   |
| 2018   | China Masters 2018                  | XD        | 3     | He Jiting / Du Yue   |
| 2018   | Japan Open 2018                     | WD        | 3     | Du Yue / Li Yinhui   |
| 2019   | Asienmeisterschaft 2019             | XD        | 2     | He Jiting / Du Yue   |
| 2019   | Malaysia Open 2019                  | WD        | 2     | Du Yue / Li Yinhui   |
| 2019   | Macau Open 2019                     | WD        | 1     | Du Yue / Li Yinhui   |
| 2019   | All England 2019                    | XD        | 17    | He Jiting / Du Yue   |
| 2019   | German Open 2019                    | WD        | 1     | Du Yue / Li Yinhui   |
| 2020   | All England 2020                    | WD        | 2     | Du Yue / Li Yinhui   |